# Jacko Vassilev
Jacko Vassilev, né le 27 juillet 1951 à Stara Zagora (Bulgarie), est un photographe bulgare.

## Biographie
Photographe professionnel depuis 1983, Jacko Vassilev est reconnu « Photographe d'Art » par le Ministère de la Culture bulgare en 1990. À cette occasion, il est diplômé de la Société photographique de Bulgarie.
Par ailleurs, comme le rappelle Frédéric Ripoll, « pour la plupart des photographes de l'Est, avant la chute du rideau de fer, les concours internationaux étaient la seule façon de se faire connaître hors de leur pays. Pour cette raison, depuis 1983, Jacko Vassilev a concouru à la plupart des manifestations internationales de la FIAP (Fédération internationale de l'art photographique) ».
En 1994, il publie Bulgares, un recueil de photographies accompagné de textes d'Éric Naulleau.

## Livres de photographies
- Bulgares, textes d'Éric Naulleau, Paris, éditions Contrejour, 1994, 95 p.  (ISBN 2859491597) .

## Collections
- Harry Ranson Humanities Research Center, Université du Texas, Austin.
- Museum of Fine Arts, Houston.
- Centre international de la photographie, New York.
- Maison européenne de la photographie, Paris.
- Galerie du Château d'eau, Toulouse.

## Expositions
- mai 1996 : Jacko Vassilev, Galerie du Château d'eau, Toulouse.